# Public Transport Victoria
Public Transport Victoria je australská agentura, která zajišťuje propagaci, provoz a koordinaci veřejné dopravy v australském státě Victoria a jejím hlavním městě Melbourne. Subjekt byl legislativně vytvořen v listopadu 2011 parlamentem státu Victoria a svojí činnost oficiálně zahájil dne 2. dubna 2012. Provozuje a koordinuje vlakovou, tramvajovou a autobusovou dopravu v státě. Agentura také probrala úlohy propagace veřejné dopravy v hlavním městě Melbourne.